# Староайбесинське сільське поселення
Староайбе́синське сільське поселення (рос. Староайбесинское сельское поселение) — муніципальне утворення у складі Алатирського району Чувашії, Росія. Адміністративний центр — село Старі Айбесі.
Станом на 2002 рік у складі Староайбесинської сільської ради перебувало також селище Чапаєвка, яке пізніше було передане до складу Первомайського сільського поселення.

## Населення
Населення — 693 особи (2019, 896 у 2010, 1123 у 2002).

## Склад
До складу поселення входять такі населені пункти:
| Населений пункт        | Населення, осіб (2002) | Населення, осіб (2010) |
| ---------------------- | ---------------------- | ---------------------- |
| Нові Виселки, присілок | 62                     | 16                     |
| Старі Айбесі, село     | 1061                   | 880                    |